# Домнинське сільське поселення
До́мнинське сільське поселення (рос. Домнинское сельское поселение) — сільське поселення у складі Читинського району Забайкальського краю Росії.
Адміністративний центр та єдиний населений пункт — село Домна.

## Населення
Населення сільського поселення становить 6461 особа (2019; 6686 у 2010, 6874 у 2002).